# Mercedes-Benz EQE SUV
La Mercedes-Benz EQE SUV (nome in codice Mercedes-Benz X294) è un'autovettura elettrica prodotta dalla casa automobilistica tedesca Mercedes-Benz a partire dal 2022.

## Descrizione
La EQE SUV è un crossover SUV di grandi dimensioni elettrico, che si va a posizionare come versione elettrica della Mercedes-Benz GLE. È il quarto modello costruito sulla piattaforma elettrica denominata EVA dopo le EQS, EQS SUV e EQE. 

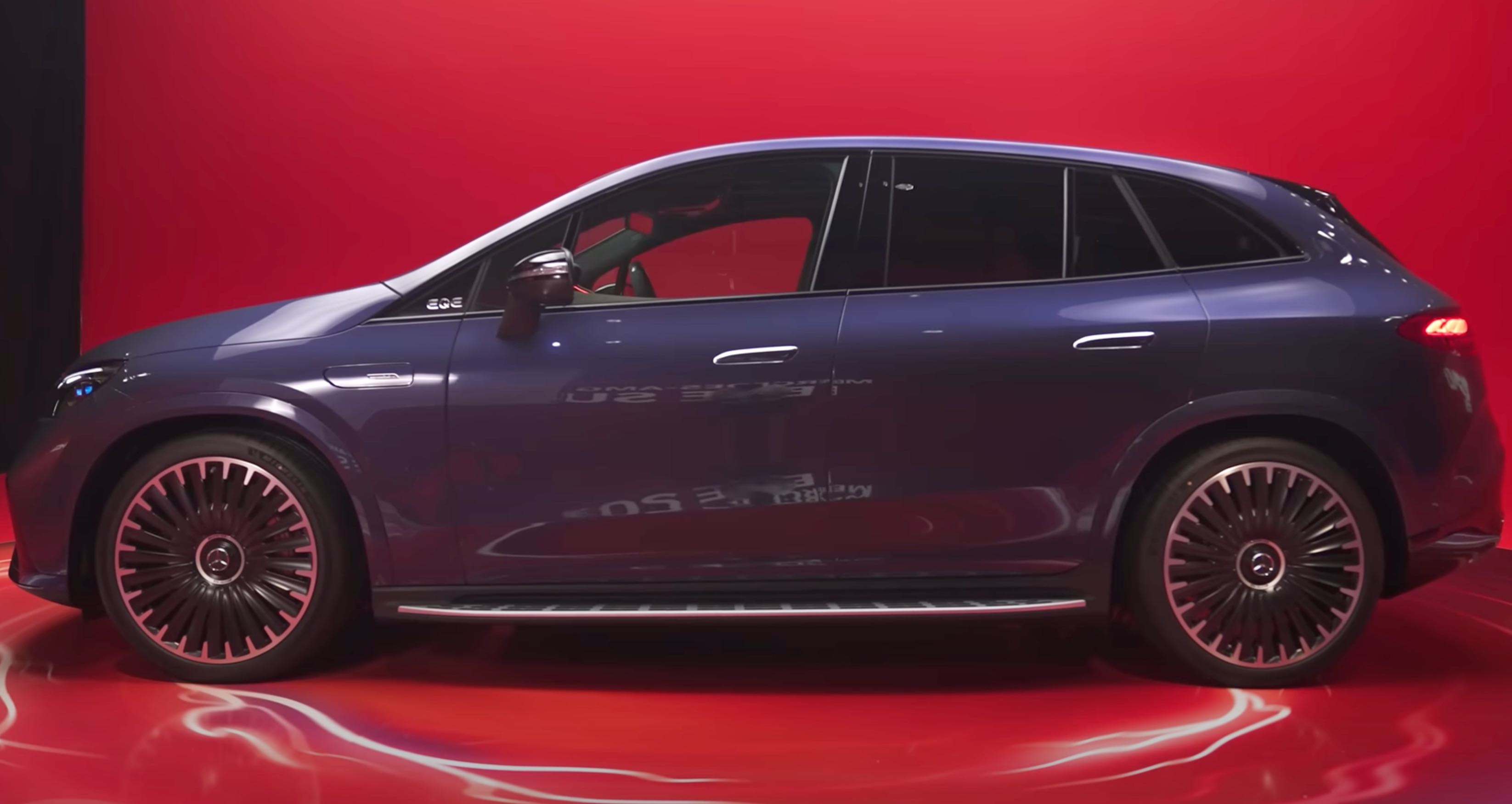
Vista laterale

Le prime immagini degli interni sono state diffuse il 16 agosto 2022.
La vettura in veste definitiva è stata presentata il 16 ottobre 2022 nei pressi dei giardini del Museo Rodin, durante un evento pubblico collaterale al Salone di Parigi. Al lancio sono disponibili le versioni denominate EQE 350+, 350 4Matic e 500; inoltre sono disponibili due varianti sportive ad alte prestazioni: la EQE 43 4Matic con una potenza di 350 kW (469 CV), 50 kW (67 CV) rispetto all'EQE 500 e una versione ancora più potente, l'EQE 53 4Matic+ dotata di motori ed elementi di raffreddamento specifici forniti dalla AMG che si con una potenza di 460 kW (617 CV). 
Ad alimentarla c'è una batteria agli ioni di litio da 90,6 kWh posta sotto il pavimento e integrata nel pianale, che garantisce un'autonomia stimata varia in base alla motorizzazione e allestimento tra i 460 e i 590 km secondo il ciclo di omologazione WLTP. La ricarica standard avviene attraverso un caricabatterie da 11 kW di serie oppure da 22 kW, ma la vettura può accettare fino a 170 kW in corrente continua.
Internamente la EQS si caratterizza per la presenza di tre grandi schermi, di cui il primo racchiude il quadro strumenti per il guidatore, il secondo posto al centro della console centrale per il sistema di infotainment e un terzo display per il passeggero.

## Riepilogo versioni
| Versione         | 350+            | 350             | 500             | AMG 43          | AMG 53          |
| ---------------- | --------------- | --------------- | --------------- | --------------- | --------------- |
| Numero di motori | 1               | 2               | 2               | 2               | 2               |
| Trazione         | 2WD             | 4MATIC          | 4MATIC          | 4MATIC          | 4MATIC+         |
| Potenza          | 288 kW (386 CV) | 350 kW (469 CV) | 385 kW (516 CV) | 460 kW (617 CV) | 505 kW (677 CV) |
| Coppia           | 417 Nm          | 564 Nm          | 633 Nm          | 950 Nm          | 1000 Nm         |
| 0–100 km/h       | 6,3 sec         | 6,2 sec         | 4,6 sec         | 4,3 sec         | 3,5 sec         |
| Velocità massima |                 | 210 km/h        | 210 km/h        | 220 km/h        | 240 km/h        |
| Autonomia        | 590 km          | 558 km          | 547 km          | 488 km          | 375–470 km      |
| Sospensioni      |                 |                 | Airmatic        | Airmatic        | Airmatic+       |
| Altezza da terra | 174 mm          | 174 mm          | 174–204 mm      | 174–204 mm      | 174–204 mm      |